# لارش گ. پترشون
لارش. گ پترشون (سوئدی: Lars G. Petersson؛ زادهٔ ۱۹۵۱ (۷۳–۷۴ سال)) نویسنده، فعال حقوق بشر، و وبلاگ‌نویس اهل سوئد است. پترشون در سازمان عفوبین‌الملل در دانمارک فعالیت داشت. موضوع اصلی کار او حفاظت از پناهندگان در اردوگاه پناهندگان دانمارک طی سالهای جنگ بین ایران و عراق بود. یکی دیگر از پهنه‌های فعالیت او راه انداختن کارزار علیه مجازات اعدام است. پترشون هم‌اکنون در لندن زندگی می‌کند. وی کارزار (BASTA)؛ (ابتکار عمل علیه سوءاستفاده جنسی و تحقیر در ارتش) را بنیان نهاد.

## کتاب‌ها

### سوء استفاده بریتانیا
در کتاب سوء استفاده بریتانیا، نوشته شده در سال ۲۰۱۰ پترسون، دربارهٔ مراقبت‌های بهداشتی در خانه سالمندان برای افراد مسن و از کار افتاده، از دولت بریتانیا به دلیل رویکرد اقتصادی و خصوصی‌سازی بریتانیا در این مسئولیت انتقاد می‌کند.

### استقلال قانونی (الگو– انحراف مورد تأیید دولت)
در کتاب دیگری که در سال ۲۰۱۰منتشر شد، لارش گ پترشون از شرایط موجود در موسسات طراحی آلمان انتقاد می‌کند. بنابر گفته پترشون، برهنگی کامل در این موسسات در حضور پزشکان و منشیان زن، نوعی سوء استفاده جنسی است. این کتاب به جنبه‌های مختلف این مسئله پرداخته‌است: داستان‌های حقوقی، پزشکی و روانی و شخصی این مشکل را نشان می‌دهند، لذا نویسنده معتقد است بسیاری از جوانان از اختلال استرس پس از بیماری رنج می‌برند. نویسنده از الگوی شوک روحی استفاده می‌کند.

### مهاجران هیتلر
دریک کتاب (به دانمارکی در سال ۲۰۰۴ و سپس به انگلیسی و آلمانی)، او دربارهٔ ۲۰۰۰۰ فراری از جنگ در طول جنگ جهانی دوم صحبت می‌کند که اعدام شدند.